# Alleanza Politica Riformata
L'Alleanza Politica Riformata (in olandese: Gereformeerd Politiek Verbond - GPV) fu un partito politico dei Paesi Bassi di orientamento social-conservatore e ispirato ai principi del protestantesimo.
Nacque nel 1948 in seguito ad una scissione dal Partito Anti-Rivoluzionario: i contrasti riflettevano lo scisma avvenuto all'interno delle «Chiese riformate nei Paesi Bassi» (Gereformeerde Kerken in Nederland), per effetto del quale si era affermato un autonomo gruppo confessionale, «sostenitore dell'articolo 31 dell'Ordine della Chiesa» (onderhoudende Artikel 31 Kerkorde). Il conflitto si era aperto intorno ad una questione di diritto canonico: secondo i fautori dello scisma (poi organizzatisi nelle «Chiese riformate dei Paesi Bassi (liberate)», Gereformeerde Kerken in Nederland (vrijgemaakt)), le decisioni sinodali avrebbero richiesto, in conformità al diritto canonico, l'approvazione delle chiese locali; sul fronte opposto, invece, veniva sostenuto che queste avrebbero dovuto accettare tali decisioni, salva la facoltà di proporre la questione al sinodo successivo. Un ulteriore motivo di contrasto ruotava poi attorno al tema della teologia federale e riguardava il preciso significato del battesimo.
Nel 2001 il partito dette vita, insieme alla Federazione Politica Riformatrice, ad un nuovo soggetto, Unione Cristiana.

## Simboli

## Risultati
| Elezione         | Voti    | %    | Seggi   |
| ---------------- | ------- | ---- | ------- |
| Legislative 1952 | 35.488  | 0,67 | 0 / 150 |
| Legislative 1956 | 37.206  | 0,65 | 0 / 150 |
| Legislative 1959 | 39.972  | 0,67 | 0 / 150 |
| Legislative 1963 | 46.324  | 0,74 | 1 / 150 |
| Legislative 1967 | 59.156  | 0,86 | 1 / 150 |
| Legislative 1971 | 101.790 | 1,61 | 2 / 150 |
| Legislative 1972 | 131.236 | 1,77 | 2 / 150 |
| Legislative 1977 | 79.421  | 0,95 | 1 / 150 |
| Legislative 1981 | 70.878  | 0,82 | 1 / 150 |
| Legislative 1982 | 67.158  | 0,82 | 1 / 150 |
| Legislative 1986 | 88.381  | 0,96 | 1 / 150 |
| Legislative 1989 | 109.637 | 1,23 | 2 / 150 |
| Legislative 1994 | 119.108 | 1,33 | 2 / 150 |
| Legislative 1998 | 108.724 | 1,26 | 2 / 150 |